# Federazione Islandese Olimpico-Sportiva
La Federazione Islandese Olimpico-Sportiva (isl. Íþrótta-og Ólympíusamband Íslands ) è l'organismo di coordinamento dello sport islandese; fondata nel 1921 ha sede a Reykjavík.

## Descrizione
Rappresenta l'Islanda in seno al Comitato Olimpico Internazionale dal 1935 e ha lo scopo di curare l'organizzazione e il potenziamento dello sport in Islanda e, in particolare, la preparazione degli atleti islandesi, per consentire loro la partecipazione ai Giochi olimpici. L'associazione, inoltre, fa parte dei Comitati Olimpici Europei.
L'attuale presidente dell'organizzazione è Ólafur Rafbsson, mentre la carica di segretario generale è occupata da Ólafur Rafnsson.